# Kabinett Bethmann Hollweg
Das Kabinett Bethmann Hollweg war die vom 14. Juli 1909 bis 13. Juli 1917 unter Kaiser Wilhelm II. amtierende Reichsregierung des Deutschen Reiches.
In die Amtszeit der Regierung Bethmann Hollweg fällt der Beginn des Ersten Weltkrieges (1914–1918).

## Reichstagsmehrheit
Theobald von Bethmann Hollweg verstand sich selbst als liberal und gemäßigt. Er fand Parteienbildungen abstoßend und bemühte sich um einen Ausgleich zwischen Liberalen und Konservativen. Dementsprechend stützte er sich im Reichstag, der 1907 gewählt wurde, nicht nur auf den liberal-konservativen Bülowblock, sondern auch auf die Zentrumspartei. Bei seiner Ernennung sendeten ihm selbst die Sozialdemokraten positive Signale zu, welche sich jedoch in keiner Stabilen Zusammenarbeit widerspiegelten. Das Zentrum und die Liberale schätzten ihn aufgrund seiner Familiengeschichte, während die Konservativen auf seine Verwaltungslaufbahn vertrauten. 

Dieses breite, relativ lose Bündnis musste nach der Reichstagswahl 1912 Verluste hinnehmen, behielt allerdings dennoch eine komfortable Mehrheit. Nach dem Ausbruch des Ersten Weltkriegs unterstützen auch die Sozialdemokraten im Rahmen der Burgfriedenspolitik den Großteil seiner Politik.

## Zusammensetzung
| Reichskanzler             |                                                   | Theobald von Bethmann Hollweg          |
| Vizekanzler               |                                                   | Clemens von Delbrück bis 22. Mai 1916  |
| Vizekanzler               | Karl Helfferich                                   |                                        |
| Auswärtiges Amt           |                                                   | Wilhelm von Schoen bis 28. Juni 1910   |
| Auswärtiges Amt           | Alfred von Kiderlen-Wächter bis 30. Dezember 1912 |                                        |
| Auswärtiges Amt           | Gottlieb von Jagow bis 22. November 1916          |                                        |
| Auswärtiges Amt           | Arthur Zimmermann                                 |                                        |
| Inneres                   |                                                   | Clemens von Delbrück bis 22. Mai 1916  |
| Inneres                   | Karl Helfferich                                   |                                        |
| Justiz                    |                                                   | Arnold Nieberding bis 25. Oktober 1909 |
| Justiz                    | Hermann Lisco                                     |                                        |
| Schatz                    |                                                   | Adolf Wermuth bis 16. März 1912        |
| Schatz                    | Hermann Kühn bis 31. Januar 1915                  |                                        |
| Schatz                    | Karl Helfferich bis 22. Mai 1916                  |                                        |
| Schatz                    | Siegfried von Roedern                             |                                        |
| Post                      |                                                   | Reinhold Kraetke                       |
| Marine                    |                                                   | Alfred von Tirpitz bis 15. März 1916   |
| Marine                    | Eduard von Capelle                                |                                        |
| Kolonien ab 17. Mai 1907  |                                                   | Bernhard Dernburg bis 9. Juni 1910     |
| Kolonien ab 17. Mai 1907  | Friedrich von Lindequist bis 3. November 1911     |                                        |
| Kolonien ab 17. Mai 1907  | Wilhelm Solf                                      |                                        |
| Ernährung ab 26. Mai 1916 |                                                   | Adolf Tortilowicz von Batocki-Friebe   |

## Quelle
- Regenten und Regierungen der Welt, Band 2,3. Neueste Zeit: 1492–1917, bearb. von B. Spuler; 2. Aufl., Ploetz, Würzburg 1962.